# 三種競技B
三種競技B（さんしゅきょうぎビー）とは、合計三種の競技を行い、その記録を得点に換算し、合計得点で競う中学生を対象とした混成競技の種目である。2003年度に正式競技としての三種競技はA、B共に四種競技へ移行された。主に以下の順番で行われる。
- 男子 : 砲丸投、走幅跳、400m
- 女子 : 走幅跳、砲丸投、100mH

## 記録
| 記録     | 得点   | 内訳                | 名前       | 所属                 | 日付          |
| -------- | ------ | ------------------- | ---------- | -------------------- | ------------- |
| 男子中学 | 3354pt | 12m68－6m90－49秒07 | 為末大     | 広島市立五日市中学校 | 1993年8月30日 |
| 女子中学 | 3458pt | 5m93－15m41－15秒06 | 桝見咲智子 | 明善中学校           | 1999年8月21日 |